# 군인권센터
군인권센터(軍人權센터, 영어 Center for Military Human Rights Korea)는 대한민국의 비영리민간 인권운동단체이다. 군대 내에서 발생하는 모든 종류의 인권침해와 차별로부터 군인의 인권을 보장∙보호하고, 군대 내 복지를 증진하며, 안보분야 좋은 거버넌스를 통하여 군대 내의 부정·부패·비리, 반인권적 법률·제도·정책·관행 등을 감시하고 개선함으로써 군대가 세계인권선언과 헌법적 가치를 수호할 수 있도록 기여하기 위해 2009년 9월 23일 설립되었다.
2012년 9월 11일부로 서울특별시 등록 비영리민간단체로 지정되었다. 
2023년 말 현재 소장은 임태훈이다.

## 주요 활동
군인권센터는 유엔(United Nations, UN)이 채택한 세계인권선언 등 국제인권법, 국제인도법과 헌법 기타 모든 인권 관련 법률과 규범이 군대 내에서 구현됨을 목적으로 하는 활동을 하고 있다.
- 군 인권침해 인터넷 및 전화 상담
- 피해자 및 유가족 트라우마 치유·회복 지원
- 국방 정책 및 예산 모니터링, 연구·개발
- 인권연대 활동(국제/국내)
- 아미콜 캠페인 등 군인권 홍보

군인권센터 연례보고서에 따르면 군인권센터에 접수되는 상담은 해마다 증가하고 있다. 아래 합계는 사건 케이스의 수로 상담 건수와는 차이가 있다. 2011년과 2016년 집계는 불명확하다. 한편, 2019년 5월 설립한 부설 군성폭력상담소를 통해 군인에 의한 성폭력 사건 피해자(민간인 포함)와 군인인 성폭력 피해자에게 전문적 상담을 지원하고 있으며, 2022년부터는 군인권센터에서 업무 분리가 되었다. 2023년 3월 부설 상담소는 피해자에게 보다 안전한 공간을 확보하는 차원에서 군인권센터로부터 분리되었다.
| 연도                   | 2011 | 2012 | 2016   | 2017  | 2018  | 2019  | 2020  | 2021  | 2022   |
| ---------------------- | ---- | ---- | ------ | ----- | ----- | ----- | ----- | ----- | ------ |
| 전체 아미콜 상담 건수  | 41   | 122  | 약 518 | 1,036 | 1,238 | 1,669 | 1,710 | 1,708 | 1,348  |
| 구타·가혹(폭언등)      | 21   | 36   | 141    | 353   | 365   | 419   | 451   | 487   | 385    |
| 성폭력(폭행,추행,희롱) | 21   | 8    | 24     | 43    | 49    | 102   | 115   | 178   | (분리) |

대표적 활동으로는 2011년 육군 훈련소 뇌수막염 꾀병취급 사망 고 노 훈련병 유가족 지원, 2012년 '종북 앱' 삭제 지시 인권위 제소 및 이명박 정권 정책 비판 군간부 색출 및 처벌 사건 피해자 지원, 2013년 육군 노 소령의 성추행으로 사망한 고 오 대위 사망사건 및 뇌종양 꾀병취급 사망 신 상병 유가족 지원, 2014년 고 윤 일병 사망사건 은폐 폭로 및 유가족 지원, 2015년 공군 부사관 집단 가혹행위 사건 피해자 지원, 2016년 국군 청주병원 에탄올 주사 피해자 지원, 2017년 육군 성소수자 장병 색출 사건 피해자 지원, 육군 박찬주(대장)의 공관병 갑질 사건 폭로, 2018년 국군기무사령부 촛불 집회 무력진압 계획 공개(계엄령),  2019년 7군단 훈련 빙자 의료권 침해 등 인권침해 접수 등이 있다. 2020년 국군 최초 공개 성전환 육군하사 고 변희수 강제전역 사건과 2021년 공군 20비 성추행 피해 고 이예람 중사 사망사건 등도 주요한 지원사건이다.

## 관련 항목
- 임태훈
- 강원도 인제 훈련병 고문치사 사건